# Kris Meeke
Kris Meeke (Dungannon, 2 luglio 1979) è un pilota di rally britannico, con passaporto irlandese.
Nella stagione 2009 si laurea campione dell'Intercontinental Rally Challenge. Il suo attuale co-pilota è Stuart Loudon.

## Carriera
Debutta nel 2000 con una Peugeot 106 nel rally "Bulldog" che si corre nel Nord del Galles.
Nel 2001 vince il suo primo rally sempre su Peugeot 106 a Swansea nel Galles.

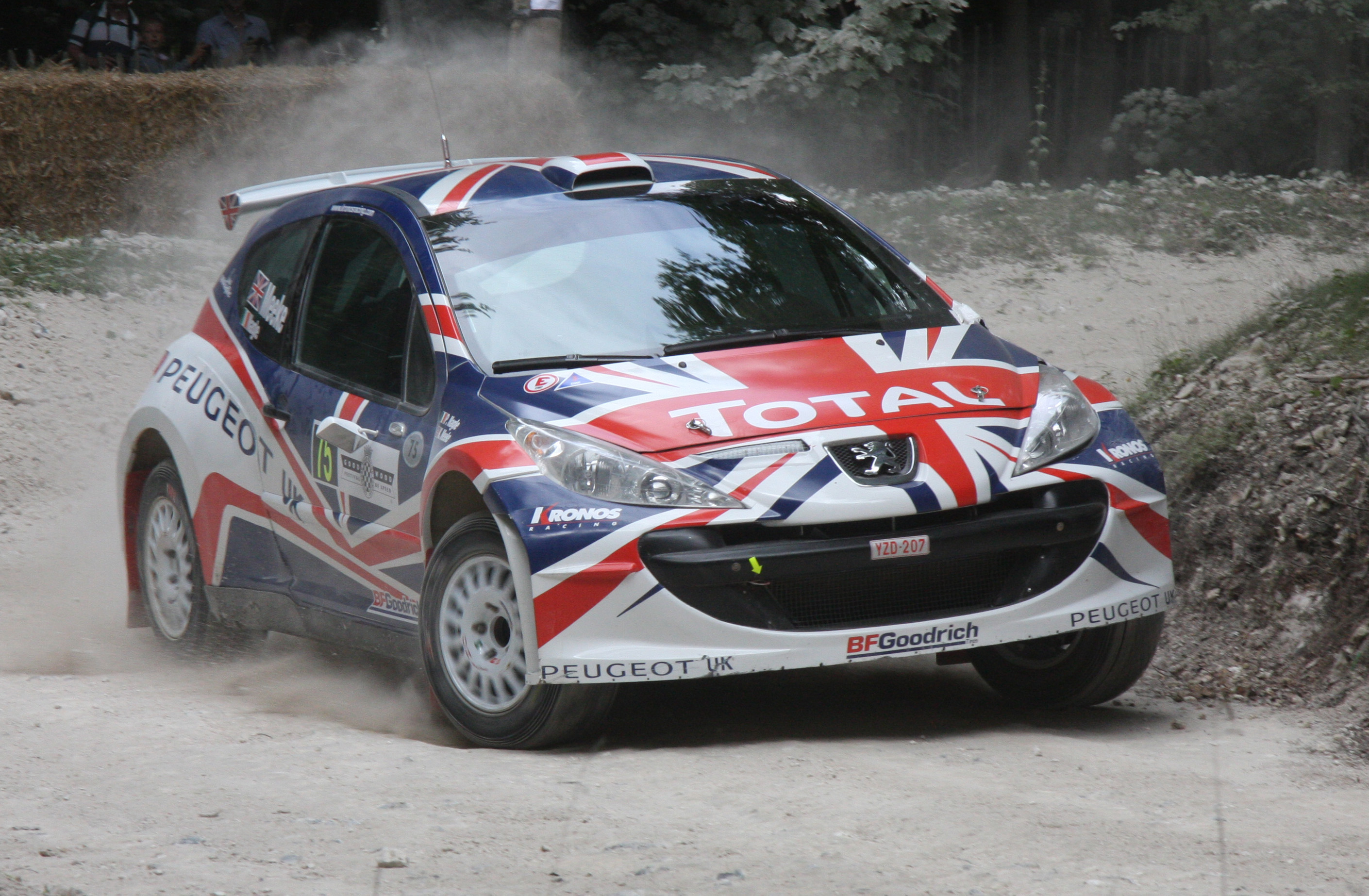
Meeke con la Peugeot 207 S2000 del team Kronos Racing

Nella stagione 2009 gareggiò nell'Intercontinental Rally Challenge su una Peugeot 207 S2000, debuttando nel Rally di Monte Carlo ma costretto a ritirarsi per problemi meccanici. Successivamente trionfò in Brasile, Portogallo e Belgio e dopo il ritiro in Russia e il quinto posto nel Rally del Portogallo è arrivato due volte secondo e primo in Italia, laureandosi campione con una giornata di anticipo con 66 punti e 11 di vantaggio sul ceco Jan Kopecký su Škoda Fabia S2000.
Nel 2010 ha vinto solo in Brasile arrivando a podio in altre due occasioni e terminando la stagione con 39 punti e terzo assoluto.
Nel 2015, durante il Rally d'Argentina, conquistò la sua prima vittoria nel mondiale rally con la Citroën DS3 WRC ufficiale del Citroën World Rally Team, ripetendosi poi nel 2016 sia al Rally del Portogallo che al Rally di Finlandia, ma competendo con una DS3 WRC privata del team Total Abu Dhabi.

## Vittorie nel mondiale rally

### Junior WRC
| # | Stagione | Evento               | Co-pilota       | Auto             |
| - | -------- | -------------------- | --------------- | ---------------- |
| 1 | 2005     | Rally di Monte Carlo | Chris Patterson | Citroën C2 S1600 |
| 2 | 2006     | Rally di Germania    | Glenn Patterson | Citroën C2 S1600 |

### WRC
| # | Stagione | Evento               | Co-pilota  | Auto            | Squadra                     |
| - | -------- | -------------------- | ---------- | --------------- | --------------------------- |
| 1 | 2015     | Rally d'Argentina    | Paul Nagle | Citroën DS3 WRC | Citroën Total Abu Dhabi WRT |
| 2 | 2016     | Rally del Portogallo | Paul Nagle | Citroën DS3 WRC | Abu Dhabi Total WRT         |
| 3 | 2016     | Rally di Finlandia   | Paul Nagle | Citroën DS3 WRC | Abu Dhabi Total WRT         |
| 4 | 2017     | Rally del Messico    | Paul Nagle | Citroën C3 WRC  | Citroën Total Abu Dhabi WRT |
| 5 | 2017     | Rally di Catalogna   | Paul Nagle | Citroën C3 WRC  | Citroën Total Abu Dhabi WRT |

## Risultati

### WRC
| 2002 | Scuderia | Vettura         |  |  |  |  |  |  |  |  |  |  |  |  |  |     |  |  | Punti | Pos. |
| ---- | -------- | --------------- |  |  |  |  |  |  |  |  |  |  |  |  |  | --- |  |  | ----- | ---- |
| 2002 |          | Ford Puma S1600 |  |  |  |  |  |  |  |  |  |  |  |  |  | Rit |  |  | 0     |      |

| 2003 | Scuderia | Vettura          |    |  |     |  |  |     |  |  |     |  |     |  |    |     |  |  | Punti | Pos. |
| ---- | -------- | ---------------- | -- |  | --- |  |  | --- |  |  | --- |  | --- |  | -- | --- |  |  | ----- | ---- |
| 2003 |          | Opel Corsa S1600 | 29 |  | Rit |  |  | Rit |  |  | Rit |  | Rit |  | 19 | Rit |  |  | 0     |      |

| 2004 | Scuderia | Vettura                             |    |  |  |  |  |     |     |  |     |  |  |    |    |  |    |  | Punti | Pos. |
| ---- | -------- | ----------------------------------- | -- |  |  |  |  | --- | --- |  | --- |  |  | -- | -- |  | -- |  | ----- | ---- |
| 2004 |          | Opel Corsa S1600 e Citroën C2 S1600 | 14 |  |  |  |  | Rit | Rit |  | Rit |  |  | 20 | 16 |  | 25 |  | 0     |      |

| 2005 | Scuderia | Vettura                               |    |  |  |  |    |  |  |    |  |    |    |   |  |    |    |  | Punti | Pos. |
| ---- | -------- | ------------------------------------- | -- |  |  |  | -- |  |  | -- |  | -- | -- | - |  | -- | -- |  | ----- | ---- |
| 2005 |          | Citroën C2 S1600 e Subaru Impreza WRC | 11 |  |  |  | 20 |  |  | 26 |  | 39 | 14 | 9 |  | 25 | 28 |  | 0     |      |

| 2006 | Scuderia | Vettura          |  |  |  |    |     |  |  |  |    |     |  |  |    |  |  |     | Punti | Pos. |
| ---- | -------- | ---------------- |  |  |  | -- | --- |  |  |  | -- | --- |  |  | -- |  |  | --- | ----- | ---- |
| 2006 |          | Citroën C2 S1600 |  |  |  | 19 | Rit |  |  |  | 16 | Rit |  |  | 20 |  |  | Rit | 0     |      |

| 2007 | Scuderia | Vettura            |  |  |  |  |  |  |  |  |  |  |  |  |  |  |     |  | Punti | Pos. |
| ---- | -------- | ------------------ |  |  |  |  |  |  |  |  |  |  |  |  |  |  | --- |  | ----- | ---- |
| 2007 |          | Subaru Impreza WRC |  |  |  |  |  |  |  |  |  |  |  |  |  |  | Rit |  | 0     |      |

| 2008 | Scuderia               | Vettura                            |  |  |  |  |  |  |  |  |  |    |  |     |  |  |  |  | Punti | Pos. |
| ---- | ---------------------- | ---------------------------------- |  |  |  |  |  |  |  |  |  | -- |  | --- |  |  |  |  | ----- | ---- |
| 2008 | Interspeed Racing Team | Renault Clio S1600 Renault Clio R3 |  |  |  |  |  |  |  |  |  | 24 |  | Rit |  |  |  |  | 0     |      |

| 2011 | Scuderia      | Vettura                    |  |  |  |  |     |  |  |     |     |  |     |    |   |  |  |  | Punti | Pos. |
| ---- | ------------- | -------------------------- |  |  |  |  | --- |  |  | --- | --- |  | --- | -- | - |  |  |  | ----- | ---- |
| 2011 | Mini WRC Team | Mini John Cooper Works WRC |  |  |  |  | Rit |  |  | Rit | Rit |  | Rit | 51 | 4 |  |  |  | 25    | 11º  |

| 2013 | Scuderia                    | Vettura         |  |  |  |  |  |  |  |     |  |     |  |  |  |  |  |  | Punti | Pos. |
| ---- | --------------------------- | --------------- |  |  |  |  |  |  |  | --- |  | --- |  |  |  |  |  |  | ----- | ---- |
| 2013 | Citroen Total Abu Dhabi WRT | Citroën DS3 WRC |  |  |  |  |  |  |  | Rit |  | Rit |  |  |  |  |  |  | 0     |      |

| 2014 | Scuderia                 | Vettura         |   |    |     |     |   |    |   |   |     |    |   |     |   |  |  |  | Punti | Pos. |
| ---- | ------------------------ | --------------- | - | -- | --- | --- | - | -- | - | - | --- | -- | - | --- | - |  |  |  | ----- | ---- |
| 2014 | Citroën World Rally Team | Citroën DS3 WRC | 3 | 10 | Rit | Rit | 3 | 18 | 7 | 3 | Rit | 43 | 3 | 192 | 6 |  |  |  | 92    | 7º   |

| 2015 | Scuderia                 | Vettura         |     |   |    |   |   |    |   |     |     |   |   |    |   |  |  |  | Punti | Pos. |
| ---- | ------------------------ | --------------- | --- | - | -- | - | - | -- | - | --- | --- | - | - | -- | - |  |  |  | ----- | ---- |
| 2015 | Citroën World Rally Team | Citroën DS3 WRC | 101 | 7 | 18 | 1 | 4 | 24 | 7 | 173 | 122 | 3 | 4 | 53 | 2 |  |  |  | 112   | 5º   |

| 2016 | Scuderia            | Vettura         |     |     |  |  |   |  |  |   |  |   |     |     |   |  |  |  | Punti | Pos. |
| ---- | ------------------- | --------------- | --- | --- |  |  | - |  |  | - |  | - | --- | --- | - |  |  |  | ----- | ---- |
| 2016 | Abu Dhabi Total WRT | Citroën DS3 WRC | Rit | 233 |  |  | 1 |  |  | 1 |  | C | 161 | Rit | 5 |  |  |  | 64    | 9º   |

| 2017 | Scuderia                    | Vettura        |     |     |   |     |     |    |     |  |   |     |    |    |    |  |  |  | Punti | Pos. |
| ---- | --------------------------- | -------------- | --- | --- | - | --- | --- | -- | --- |  | - | --- | -- | -- | -- |  |  |  | ----- | ---- |
| 2017 | Citroën Total Abu Dhabi WRT | Citroën C3 WRC | Rit | 124 | 1 | Rit | Rit | 18 | Rit |  | 8 | Rit | 12 | 72 | 75 |  |  |  | 77    | 7º   |

| 2018 | Scuderia                    | Vettura        |    |     |   |    |    |     |  |  |  |  |  |  |  |  |  |  | Punti | Pos. |
| ---- | --------------------------- | -------------- | -- | --- | - | -- | -- | --- |  |  |  |  |  |  |  |  |  |  | ----- | ---- |
| 2018 | Citroën Total Abu Dhabi WRT | Citroën C3 WRC | 41 | Rit | 3 | 94 | 75 | Rit |  |  |  |  |  |  |  |  |  |  | 43    | 14º  |

| 2019 | Scuderia                | Vettura          |    |   |    |    |   |     |     |   |     |    |   |   |    |  |  |  | Punti | Pos. |
| ---- | ----------------------- | ---------------- | -- | - | -- | -- | - | --- | --- | - | --- | -- | - | - | -- |  |  |  | ----- | ---- |
| 2019 | Toyota Gazoo Racing WRT | Toyota Yaris WRC | 61 | 6 | 52 | 91 | 4 | 105 | Rit | 8 | Rit | 24 | 7 | 4 | 29 |  |  |  | 98    | 6º   |

| 2023 | Scuderia     | Vettura              |  |  |  |  |     |  |  |  |  |  |  |  |  |  |  |  | Punti | Pos. |
| ---- | ------------ | -------------------- |  |  |  |  | --- |  |  |  |  |  |  |  |  |  |  |  | ----- | ---- |
| 2023 | Sports & You | Hyundai i20 N Rally2 |  |  |  |  | Rit |  |  |  |  |  |  |  |  |  |  |  | 0     |      |

| 2024 | Scuderia     | Vettura              |  |  |  |  |     |  |  |  |  |  |  |  |  |  |  |  | Punti | Pos. |
| ---- | ------------ | -------------------- |  |  |  |  | --- |  |  |  |  |  |  |  |  |  |  |  | ----- | ---- |
| 2024 | Sports & You | Hyundai i20 N Rally2 |  |  |  |  | Rit |  |  |  |  |  |  |  |  |  |  |  | 0     |      |

| 2025 | Scuderia | Vettura                |  |  |  |  |     |  |  |  |  |  |  |  |  |  |  |  | Punti | Pos. |
| ---- | -------- | ---------------------- |  |  |  |  | --- |  |  |  |  |  |  |  |  |  |  |  | ----- | ---- |
| 2025 |          | Toyota GR Yaris Rally2 |  |  |  |  | Rit |  |  |  |  |  |  |  |  |  |  |  | 0     |      |

| Legenda | 1º posto | 2º posto | 3º posto | A punti | Senza punti | Ritirato | Squalificato | NP=Non partito C=Gara cancellata | Apice=Power stage |

#### WRC-2
| 2023 | Scuderia     | Vettura              |  |  |  |  |     |  |  |  |  |  |  |  |  |  |  |  | Punti | Pos. |
| ---- | ------------ | -------------------- |  |  |  |  | --- |  |  |  |  |  |  |  |  |  |  |  | ----- | ---- |
| 2023 | Sports & You | Hyundai i20 N Rally2 |  |  |  |  | Rit |  |  |  |  |  |  |  |  |  |  |  | 0     |      |

| 2024 | Scuderia     | Vettura              |  |  |  |  |     |  |  |  |  |  |  |  |  |  |  |  | Punti | Pos. |
| ---- | ------------ | -------------------- |  |  |  |  | --- |  |  |  |  |  |  |  |  |  |  |  | ----- | ---- |
| 2024 | Sports & You | Hyundai i20 N Rally2 |  |  |  |  | Rit |  |  |  |  |  |  |  |  |  |  |  | 0     |      |

| Legenda | 1º posto | 2º posto | 3º posto | A punti | Senza punti | Ritirato | Squalificato | NP=Non partito C=Gara cancellata | Apice=Power stage |

#### Junior WRC
| 2003 | Scuderia | Vettura          |    |  |     |  |  |     |  |  |     |  |     |  |   |     |  |  | Punti | Pos. |
| ---- | -------- | ---------------- | -- |  | --- |  |  | --- |  |  | --- |  | --- |  | - | --- |  |  | ----- | ---- |
| 2003 |          | Opel Corsa S1600 | 12 |  | Rit |  |  | Rit |  |  | Rit |  | Rit |  | 2 | Rit |  |  | 8     | 14º  |

| 2004 | Scuderia | Vettura                           |   |  |  |  |  |     |     |  |     |  |  |   |   |  |   |  | Punti | Pos. |
| ---- | -------- | --------------------------------- | - |  |  |  |  | --- | --- |  | --- |  |  | - | - |  | - |  | ----- | ---- |
| 2004 |          | Opel Corsa S1600 Citroën C2 S1600 | 3 |  |  |  |  | Rit | Rit |  | Rit |  |  | 2 | 7 |  | 6 |  | 19    | 7º   |

| 2005 | Scuderia | Vettura          |   |  |  |  |   |  |  |   |  |   |   |  |  |   |   |  | Punti | Pos. |
| ---- | -------- | ---------------- | - |  |  |  | - |  |  | - |  | - | - |  |  | - | - |  | ----- | ---- |
| 2005 |          | Citroën C2 S1600 | 1 |  |  |  | 3 |  |  | 6 |  | 7 | 2 |  |  | 8 | 7 |  | 32    | 3º   |

| 2006 | Scuderia | Vettura          |  |  |  |   |     |  |  |  |   |     |  |  |   |  |  |     | Punti | Pos. |
| ---- | -------- | ---------------- |  |  |  | - | --- |  |  |  | - | --- |  |  | - |  |  | --- | ----- | ---- |
| 2006 |          | Citroën C2 S1600 |  |  |  | 3 | Rit |  |  |  | 1 | Rit |  |  | 5 |  |  | Rit | 20    | 7º   |

| 2008 | Scuderia                    | Vettura         |  |  |  |  |  |  |  |  |  |  |  |     |  |  |  |  | Punti | Pos. |
| ---- | --------------------------- | --------------- |  |  |  |  |  |  |  |  |  |  |  | --- |  |  |  |  | ----- | ---- |
| 2008 | AMSK Interspeed Racing Team | Renault Clio R3 |  |  |  |  |  |  |  |  |  |  |  | Rit |  |  |  |  | 0     |      |

| Legenda | 1º posto | 2º posto | 3º posto | A punti | Senza punti | Ritirato | Squalificato | NP=Non partito C=Gara cancellata | Apice=Power stage |

### IRC
| Anno | Team       | Auto              | 1       | 2     | 3       | 4     | 5       | 6       | 7     | 8       | 9     | 10    | 11     | 12  | Pos. | Punti |
| ---- | ---------- | ----------------- | ------- | ----- | ------- | ----- | ------- | ------- | ----- | ------- | ----- | ----- | ------ | --- | ---- | ----- |
| 2009 | Peugeot UK | Peugeot 207 S2000 | MON Rit | BRA 1 | KEN     | POR 1 | BEL 1   | RUS     | POR 5 | CZE 2   | ESP 2 | ITA 1 | SCO SQ |     | 1    | 66    |
| 2010 | Peugeot UK | Peugeot 207 S2000 | MON Rit | BRA 1 | ARG Rit | CAN 4 | ITA Rit | BEL Rit | AZO 2 | MAD Rit | CZE 4 | ITA 4 | SCO 3  | CYP | 3    | 39    |

### Rally Dakar
| Anno | Classe     | Scuderia     | Vettura         | Pos. | TV |
| ---- | ---------- | ------------ | --------------- | ---- | -- |
| 2021 | SSV        | PH Sport     | PH Sport Zephyr | 12°  | 4  |
| 2024 | Challenger | G Rally Team | GRally Team OT3 | Rit  | 0  |